# 守内かさ神駅
守内かさ神駅（しゅうちかさがみえき）は、山口県岩国市守内に所在する錦川鉄道錦川清流線の駅。

## 歴史
- 1993年（平成5年）3月17日：開業[2][3]。

## 駅構造
単式ホーム1面1線のみの地上駅（停留所）。ホームは錦町方に向かって右側に設置されている。
無人駅で駅舎は無く、ホーム上に屋根付きの待合スペースを備える。単式ホームの錦町方先端部にのみ出入口（階段）を備える。軌道面高さの関係から、ホームは駅前広場および駅前を通る道路より高い位置に造られている。
屋根付き駐輪場あり。トイレ、売店（自動販売機含む）の類は備わっていないが、駅前広場内の、ホーム上の駅名板が設置されているあたりのすぐ下に公衆電話ボックスが設置されている。

## 駅周辺
当駅構内は、その線路際まで山林や竹林が迫っている格好となっている。
当駅の北方を錦川が流れており、その対岸には国道2号線が通っている。
- かさ神神社[注釈 2] - 駅名の由来となった祠。西に徒歩約10分[4][注釈 3]
- 中国新聞北河内販売所（茶谷新聞店）[12]
- ホテル パル（ラブホテル[注釈 4]）
- ソルコムマイスタ周南工事事務所岩国事務所

## バス路線
「守内」バス停（国道2号沿い。当駅から徒歩約9から10分）
いわくにバス　北河内駅・廿木線（岩国駅 - 錦帯橋 - 新岩国駅 - 守内 - 南河内駅入口 - 北河内駅）《毎日4往復》
防長交通（岩国駅前 - 錦帯橋 - 新岩国駅 - 守内 - 廿木 - 高森 - 久保駅前 - 徳山駅前）《毎日5往復》
なお、上記「守内」バス停の名称について、2016年3月25日までは「下守内」の名称で運用されていた。

## 隣の駅
錦川鉄道
■錦川清流線
清流新岩国駅 - 守内かさ神駅 - 南河内駅